# Hippolyte Lange
Hippolyte Joseph Lange (Bergen, 2 juni 1788 - Sint-Joost-ten-Node, 27 november 1869) was een Belgisch volksvertegenwoordiger.

## Levensloop
Hij was een zoon van de handelaar Jean Lange en Jeanne Caufrier. Hij trouwde met Ernestine Noul.
Hij promoveerde tot doctor in de rechten (1812) aan de École de droit in Brussel en vestigde zich als advocaat in Bergen.
Hij werd in 1839 verkozen tot liberaal volksvertegenwoordiger voor het arrondissement Bergen en vervulde dit mandaat tot aan zijn dood.